# Warkay-Bipim jezik
Warkay-Bipim jezik (bipim, bipim as-so; ISO 639-3: bgv), transnovogvinejski jezik skupine marind, kojim govori 300 ljudi (1993 R. Doriot) u tri sela na donjem toku rijeke Eilanden, na indonezijskom dijelu otoka Nova Gvineja.
Warkai (Warkay) na rijeci Farec oko pet milja uzvodno od asmatskog sela Omadesep i Bipim na rijeci Kampong (Assuwe), tri milje uzvodno od asmatskog sela Ar-Danim, su dva sela koja čine jezične enklave unutar asmatskog jezičnog područja. Stanovnici oba sela govore istim jezikom, a do separacije je došlo prije nekoliko generacija. Prema Warkayskoj priči, bili su nekad jedan narod, dok stanovnici Bipima odbijaju bilo što znati u vezi s tim. Treće selo je Bipimso
Prema današnjoj klasifikaciji, zajedno s jezikom yaqay [jaq], čini yaqaysku poskupinu.

## Vanjske poveznice
- Ethnologue (14th)
- Ethnologue (15th)